# Pettorazza Grimani
Pettorazza Grimani es un municipio Italiano situado en la provincia de Rovigo, en Véneto. Tiene una población estimada, a fines de febrero de 2023, de 1447 habitantes.

## Evolución demográfica
| Gráfica de evolución demográfica de Pettorazza Grimani entre 1861 y 2023 |
|                                                                          |
| Fuente: ISTAT - Elaboración gráfica de Wikipedia                         |